# Kerpen
Kerpen település Németországban, azon belül Észak-Rajna-Vesztfália tartományban. Lakosainak száma 67 627 fő (2023. december 31.).

## Népesség
A település népességének változása:
| Lakosok száma | 50 396 | 64 746 | 65 420 | 66 206 | 66 294 | 67 239 | 67 627 |
|               | 1975   | 2009   | 2017   | 2019   | 2021   | 2022   | 2023   |

## Testvértelepülések
- Sankt Vith, Belgium
- Oświęcim, Lengyelország